# Quelun
Der Quelun ist ein osttimoresischer Fluss in der Gemeinde Manufahi.

## Verlauf
Die Quellen des Quelun liegen in den Sucos Taitudac und Maha-Quidan (beide im Verwaltungsamt Alas). In deren Grenzgebiet fließen sie nördlich des Ortes Fericsare zusammen. Hier heißt der Fluss noch Quelan. Nachdem der Fluss Fericsare passiert hat, bildet er die Grenze zwischen Taitudac und dem Suco Betano (Verwaltungsamt Same). Kurz vor seiner Mündung in die Timorsee trägt er nun den Namen Quelun.